# گولوبینتسی
گولوبینتسی (به صربی: Golubinci) یک روستا در صربستان است که در Stara Pazova Municipality واقع شده‌است. گولوبینتسی ۴٬۷۲۱ نفر جمعیت دارد.